# تی‌اس‌اس دوور
تی‌اس‌اس دوور (به انگلیسی: TSS Dover) یک کشتی است که طول آن ۱۱۲٫۵ متر (۳۶۹ فوت) می‌باشد. این کشتی در سال ۱۹۶۵ ساخته شد.